# Zgromadzenie Narodowe (Malawi)
Zgromadzenie Narodowe Malawi (National Assembly of Malawi) – jednoizbowy parlament Malawi, główny organ władzy ustawodawczej w tym kraju. Składa się ze 194 członków wybieranych na pięcioletnią kadencję z zastosowaniem ordynacji większościowej w jednomandatowych okręgach wyborczych. 